# Goudjakhals
De goudjakhals of gewone jakhals (Canis aureus), soms ook goudwolf of rietwolf genoemd, is een middelgrote hondachtige uit het geslacht Canis. Ondanks zijn naam is hij niet zeer nauw verwant aan de zadeljakhals (Lupulella mesomelas) en de gestreepte jakhals (Lupulella adustus), maar staat hij dichter bij de iets forsere coyote (Canis latrans) en de veel grotere wolf (Canis lupus). De soort wordt aangetroffen in grote delen van het Arabisch Schiereiland, Klein-Azië, het Indisch subcontinent, Sri Lanka en Europa. Hoewel de goudjakhals oorspronkelijk vooral in Oost-Europa voorkwam, laat hij zich als zwerfgast ook in Nederland en onder andere Duitsland en Denemarken zien.

## Uiterlijke kenmerken
De goudjakhals heeft een kop-romplengte van 65 tot 105 centimeter en een staartlengte van 18 tot 27 centimeter. Het gewicht is 6 tot 15 kg, en de schouderhoogte is ongeveer vijftig centimeter. Vrouwtjes zijn meestal kleiner dan mannetjes.
De goudjakhals heeft een dichtere vacht dan andere jakhalzen. De vachtkleur is meestal zandkleurig tot rossig grijsgeel met een gouden glans en een zwarte staartpunt, maar verschilt per regio, leeftijd en zelfs seizoen. Zo zijn er bijvoorbeeld geheel zwarte dieren bekend. Op de rug groeien onregelmatig zwarte en witte haren. De borst en buik zijn wittig, en de poten en de achterzijde van de oren zijn rossig of gelig van kleur. Hij is kleiner en slanker dan de wolf, met kortere poten en spitsere snuit, en een altijd omlaag hangende staart. De oren van de goudjakhals zijn naar verhouding echter groter dan die van de wolf.
Goudjakhalzen kennen veel variatie in kleur, grootte en gedrag. Daardoor kunnen ze, ook door experts, gemakkelijk verward worden met varianten van vossen, zoals de donkere brandvossen, met kleurvarianten van wolven en met schuwe zwerfhonden, zoals verwilderde herdershonden en poolhonden.

## Leefwijze
De goudjakhals is een allesetende opportunist. Hij jaagt op kleine zoogdieren (vooral knaagdieren zoals woelmuizen en ratten), konijnen en kleine hoefdieren, zoals hertenkalfjes en kleine gazellen), kleine vogels, vissen, amfibieën en insecten, maar hij eet ook afval, aas en plantaardig voedsel als druiven, bessen en andere vruchten, evenals bloembollen en kalebassen. Soms achtervolgen ze grote roofdieren zoals leeuwen, om de resten van de jacht op te eten. De goudjakhals kan langere tijd zonder water.
Zijn hol ligt vaak op open vlakten, verscholen tussen de begroeiing. Het is zelfgegraven of een vergroot verlaten hol. In de schemering en de nacht verlaat hij zijn hol om te gaan jagen.

### Sociaal gedrag
De goudjakhals leeft in familieverband. Het hart van de familiegroep wordt gevormd door een alfa-paartje dat voor het leven bij elkaar blijft. Soms vormt zich hier een groep omheen, als volwassen jongen (zowel reuen als teefjes) in de groep blijven. Meestal leven er zo'n vijf dieren in een groep, maar hij kan tot dertig dieren groot worden. De dieren jagen samen en zorgen samen voor de jongen. Meestal plant alleen het alfa-paar zich voort.
Het alfa-paar markeert het territorium met urine. Ze laten ook uitwerpselen achter op opvallende plaatsen, als struiken en keien en langs de grenzen van het territorium. Met meerdere families vormen ze soms grote groepterritoria, als er tenminste ruim voldoende voedsel aanwezig is.
De goudjakhals kent een hele reeks aan geluiden, waaronder blaffen en grommen. Ook huilt de goudjakhals als een wolf. Meestal doet hij dit 's ochtends. Verder kent de soort veel van dezelfde expressies en houdingen als wolven en huishonden.

### Voortplanting

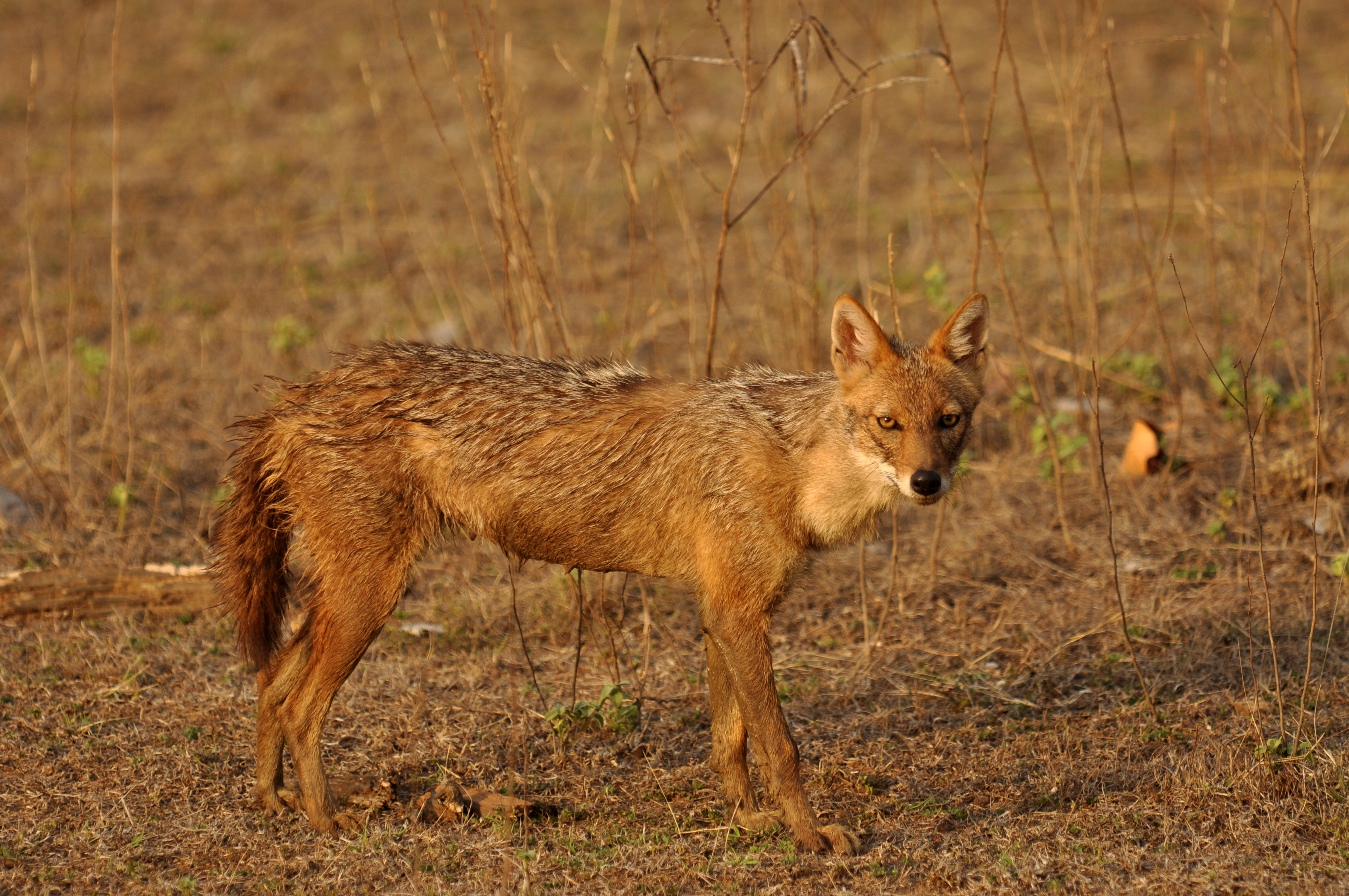
Canis aureus indicus in Madhya Pradesh, India

De paartijd valt in Europa in de lente. Als het teefje zwanger is, brengt de reu voedsel voor haar mee. Na een draagtijd van 63 dagen worden de pups in de zomer geboren. Er worden meestal twee tot vier jongen geboren, maar dat kan variëren van een tot negen dieren. Ze wegen bij de geboorte slechts 200 tot 250 gram.
Na drie weken verlaten de jongen voor het eerst het hol en eten ze hun eerste vaste voedsel. De andere groepsleden nemen dan voedsel in de maag mee, dat ze voor de jongen opbraken. Na acht weken worden ze gespeend. Na vijf tot zes maanden kunnen de jongen voor zichzelf zorgen. De goudjakhals is meestal geslachtsrijp bij een leeftijd van rond de twintig maanden.
De goudjakhals wordt maximaal zestien jaar oud in gevangenschap. In het wild is dat gemiddeld zo'n acht jaar, afhankelijk van het leefgebied.

## Habitat
Hij leeft in vele milieus, maar heeft een voorkeur voor de open drogere streken met wat begroeiing, als steppen en mediterrane moerassen, savannes en halfwoestijnen, van zeeniveau tot 3.000 meter hoogte. Langs dorpen en kleine steden, waar veel afval te vinden is, komt hij veelvuldig voor.

## Verspreiding

### Europa

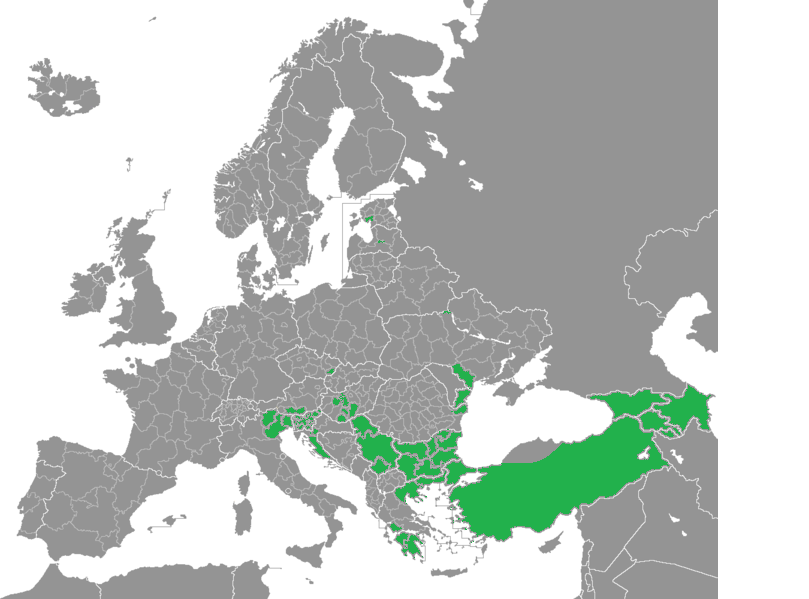
Verspreiding van de goudjakhals in Europa (2015)

In Europa is de soort al sinds het vroege Holoceen aanwezig en zijn historische verspreidingsgebied omvatte respectievelijk Bulgarije, Griekenland en Roemenië. In de loop van de 20e eeuw is de soort aan een opmars in Centraal-Europa begonnen. Hij wordt tegenwoordig ook als inheems beschouwd in Albanië, Bosnië-Herzegovina, Hongarije, Kroatië, Noord-Macedonië en Servië. Bovendien krijgt de soort nu vaste voet aan de grond in Italië, Slovenië en Oostenrijk en werden waarnemingen van de goudjakhals onder meer bevestigd in Duitsland, Zwitserland, Polen, Denemarken, de Baltische Staten en in Nederland. De opmars van de soort kan relatief onopvallend plaatsvinden, temeer omdat waarnemers de soort vaak verwarren met de bekendere vos (Vulpes vulpes) of wolf (Canis lupus).
Een genetische studie naar jakhalzen in Europa uit 2015 toonde aan dat de dispersie uit zowel de richting van de Kaukasus (via Oekraïne), als Zuidoost-Europa komt.

### Benelux
De eerste Nederlandse meldingen kwamen in 2016 en 2017 van verschillende plaatsen op de Veluwe. Een goudjakhals werd daar waargenomen met behulp van een cameraval. In 2019 was er in Drenthe een waarneming met behulp van een camera. In 2021 werd in Nederland opnieuw een goudjakhals op camera vastgelegd, ditmaal in Noord-Gronigen in Uithuizermeeden. Op 3 december van hetzelfde jaar werd bij Zeist een dode goudjakhals gevonden na een aanrijding. In 2022 kwam er een melding uit het Friese Ferwerd; daar waren drie lammeren door een goudjakhals gedood. Een jaar later wees DNA-onderzoek uit dat in Overijssel een goudjakhals een schaap had omgebracht. Ook zijn er meldingen uit België en Luxemburg.

### Overheidsmaatregelen
De nationale overheden van Oekraïne en de drie Baltische landen hebben de goudjakhals tot exoot bestempeld en moedigen uitroeiing van de soort aan. Het dier voldoet echter niet aan de definitie van een exoot, omdat het op eigen kracht de Europese landen binnentrekt, zich niet exponentieel voortplant en niet door mensen werd geïntroduceerd. Omdat de soort op Bijlage V van de Habitatrichtlijn van de Europese Unie staat, is de volledige uitroeiing in de Baltische landen in strijd met de regels.

## Taxonomie

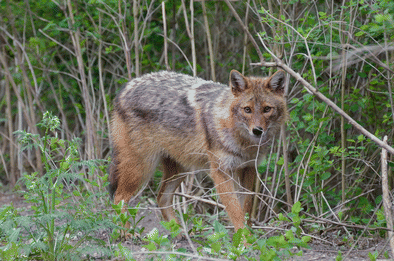
Canis aureus moreotica in de Biebrzavallei in het oosten van Polen

De wetenschappelijke naam van de soort werd in 1758 gepubliceerd door Carl Linnaeus.
Lang werd gedacht dat goudjakhalzen uit Afrika, Europa en Azië tot dezelfde soort behoorden. Een wetenschappelijke publicatie die in 2015 verscheen liet zien dat de in Afrika voorkomende goudjakhalzen genetisch gezien sterk afwijken van de Euraziatische goudjakhalzen. Naar aanleiding daarvan wordt die groep nu als een aparte soort benoemd, die de naam Canis lupaster kreeg.
In Mammal Species of the World van Wilson & Reeder (2005) worden twaalf ondersoorten onderscheiden. De Afrikaanse ondersoorten worden sindsdien echter ondergebracht onder de in 2017 afgesplitste soort Canis lupaster. Als gevolg hiervan worden er nog zeven ondersoorten van de gewone of goudjakhals onderscheiden:
- Canis aureus aureus – Arabisch Schiereiland, Irak en Iran tot aan Noordwest-India
- Canis aureus cruesemanni Matschie, 1900 – Noordoost-India en het vasteland van Zuidoost-Azië
- Canis aureus ecsedensis Kretzoi, 1947 – Hongarije; ondersoortstatus twijfelachtig[24]
- Canis aureus indicus Hodgson, 1833 – Noord-India en Nepal
- Canis aureus moreotica I. Geoffroy Saint-Hillaire, 1835 – Klein-Azië, Transkaukasië, Oost- en Zuidoost-Europa
- Canis aureus naria Wroughton, 1916 – Sri Lanka en Zuid-India
- Canis aureus syriacus Hemprich & Ehrenberg, 1833 – Levant

## Folklore

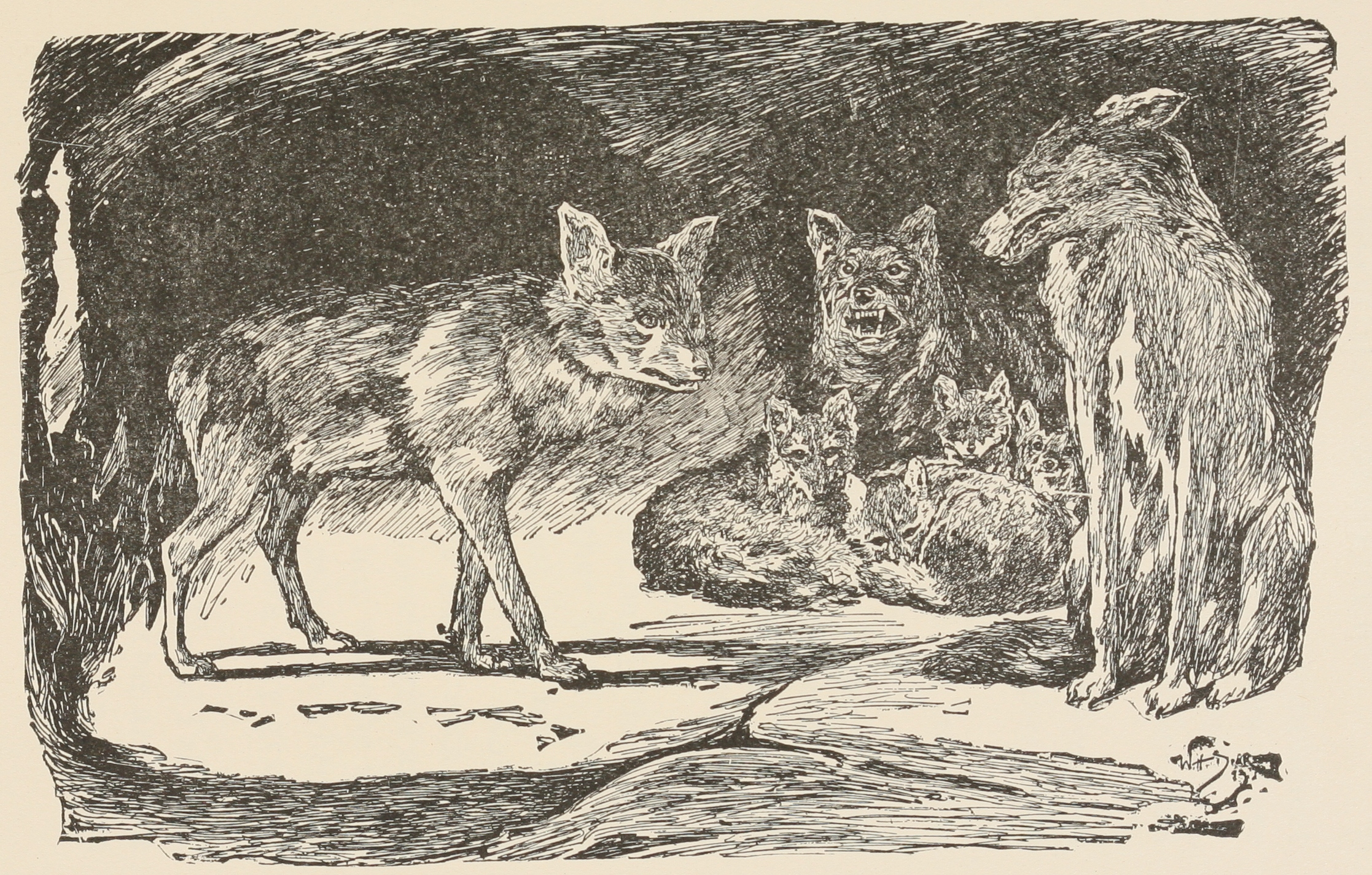
Illustratie waarop goudjakhals Tabaqui (links) Vader Wolf en zijn familie tart. Kipling, R., 1895. Good luck go with you, O chief of the wolves.

De goudjakhals speelt een prominente rol in Indiase folklore en oude teksten, waaronder in de Pañcatantra en de Jataka-verhalen. Het dier komt ook voor op pagina 5 van het in 1895 verschenen boek The Two Jungle Books van Rudyard Kipling, een compilatie van Het jungleboek en Het tweede jungleboek. De jakhals in dit boek werd Tabaqui genoemd en stond bekend als de opportunistische linkerhand van de tijger Shere Khan.